# Adnan Menderes
Adnan Menderes (1899 Koçarlı – 17. září 1961 İmralı) byl turecký politik, šéf Demokratické strany Turecka a premiér země v letech 1950 až 1960. Byl svržen vojenským převratem a popraven.
Pocházel z rodiny statkáře, sloužil v armádě za řecko-turecké války a poté vystudoval práva na Ankarské univerzitě. Byl funkcionářem vládnoucí Republikánské lidové strany, v letech 1937–1938 zastával post předsedy Tureckého olympijského výboru. V roce 1945 po neshodách s vedením ze strany odešel a spolu s bývalým premiérem Celâlem Bayarem založili pravicově orientovanou Demokratickou stranu. Ta dosáhla v prvních svobodných volbách v turecké historii v květnu 1950 výrazného vítězství, Bayar se stal prezidentem a Menderes předsedou vlády (později zastával i funkce ministra obrany a ministra zahraničí).
Menderes se ve své politice orientoval výrazně proamericky, pod jeho vedením se Turci zúčastnili korejské války a roku 1952 vstoupili do Severoatlantické aliance, v zemi vznikly americké vojenské základny. Výměnou za to dostával Menderes rozsáhlou hospodářskou pomoc, která umožnila modernizaci země a rozvoj infrastruktury. Menderesova hospodářská politika byla výrazně liberální, zaměřená na rozvoj soukromého sektoru. Jeho vláda revidovala některá Atatürkova opatření v náboženských otázkách, byl například zrušen zákaz arabského svolávání k modlitbě (azán).
V létě 1955 se mezi Tureckem a Řeckem vyhrotil spor o budoucí postavení Kypru. Dne 3. září odpálili neznámí pachatelé bombu před tureckým konzulátem v Soluni. Jako odveta následoval v Istanbulu velký pogrom proti místní řecké menšině, při němž byly drancovány domy, obchody i křesťanské chrámy, násilnosti si vyžádaly nejméně třicet mrtvých a stovky zraněných. V důsledku událostí se většina zbývajících Řeků z Turecka odstěhovala. Později byl Menderes obviněn z toho, že prostřednictvím své tajné služby inicioval atentát v Soluni i následné vraždění, aby se ukázal jako energický obránce národních zájmů.
V únoru 1959 nakonec Menderes podepsal Londýnské a curyšské dohody o nezávislosti Kypru. Při cestě do Londýna se jeho letadlo zřítilo, Menderes však na rozdíl od většiny cestujících nehodu přežil. V té době však turecká ekonomika začala stagnovat a premiér musel čelit ostré kritice, na což reagoval rozsáhlými represemi vůči opozici, v březnu 1960 ustavil zvláštní komisi pro trestání politických zločinů. Armáda v tom viděla ohrožení Atatürkova dědictví, spočívajícího v sekularizaci a dělbě moci, a ustavila Výbor národní jednoty vedený generálem Cemalem Gürselem, který 27. května převzal moc ve státě a vyhlásil výjimečný stav. Demokratická strana byla rozpuštěna a její vedení internováno na ostrově Yassıada v Marmarském moři, kde s nimi byl uspořádán velký soudní proces, v němž byli obviněni z korupce, porušování ústavního pořádku a organizování pogromů v září 1955. Menderes a jeho ministři Fatin Rüştü Zorlu a Hasan Polatkan byli odsouzeni k trestu smrti a oběšeni 17. září 1961 ve vězení na ostrově İmralı.
V roce 1990, kdy byl hlavou státu Menderesův obdivovatel Turgut Özal, byl Adnan Menderes rehabilitován a pohřben v mauzoleu v Istanbulu. Byla po něm také pojmenována Menderesova univerzita ve městě Aydın nedaleko jeho rodiště a Menderesovo letiště v İzmiru.